# 克拉普科維采縣

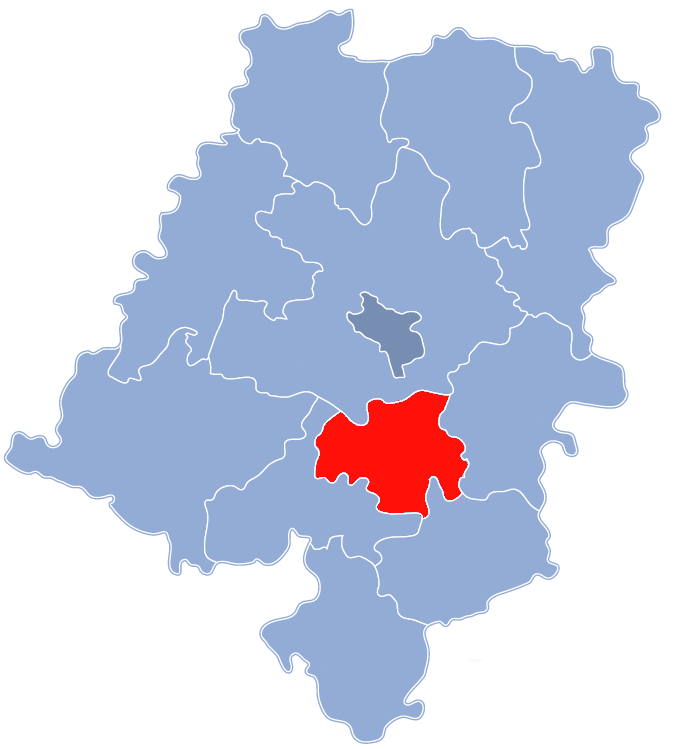

50°28′N 17°58′E / 50.467°N 17.967°E
克拉普科維采縣（波蘭語：Powiat krapkowicki），是波蘭的縣份，位於該國南部，由奧波萊省負責管轄，首府設於克拉普科維采，面積442平方公里，2006年人口67,926，人口密度每平方公里150人。